# Alectra arabica
Alectra arabica là loài thực vật có hoa thuộc họ Cỏ chổi. Loài này được Deflers mô tả khoa học đầu tiên năm 1889.